# Stan Mikita
Stan Mikita (nacido Stanislav Guoth; 20 de mayo de 1940 - 7 de agosto de 2018) fue un centro de hockey sobre hielo profesional retirado canadiense y nacido en Eslovaquia. Jugó un total de 22 años en la Liga Nacional de Hockey (NHL). Jugó toda su carrera en la NHL con los Chicago Black Hawks. A menudo se le consideraba el mejor centro de los años sesenta.
Ganó la Copa Stanley con los Chicago Black Hawks en 1961. Fue admitido en el Salón de la Fama del Hockey en 1983. También fue admitido en el Salón de la Fama del Hockey Eslovaco en 2002.
Trabajó como embajador de buena voluntad para los Blackhawks de Chicago.
Mikita murió a la edad de 78 años el 7 de agosto de 2018 por complicaciones de la demencia de cuerpos de Lewy en Chicago.